# Liste der Monuments historiques in Amondans
Die Liste der Monuments historiques in Amondans führt die Monuments historiques in der französischen Gemeinde Amondans auf.

## Liste der Objekte
| Bezeichnung | Beschreibung                                                                                             | Standort                                  | Kennzeichnung | Schutzstatus | Datum | Bild |
| ----------- | --- | ----------------------------------------- | ------------- | ------------ | ----- | ---- |
| Hauptaltar  | Altartisch, Retabel, Tabernakel und sechs Altarleuchter; Holz, vergoldet, 18. und frühes 19. Jahrhundert | in der Kirche Immaculée-Conception (Lage) | PM25001594    | Classé       | 1966  |      |